# Río Yaque del Norte
Río Yaque del Norte är ett vattendrag i Dominikanska republiken. Det ligger i den nordvästra delen av landet, 230 km nordväst om huvudstaden Santo Domingo.